# ناحیه کیرشدورف آندر کرمس
ناحیه کیرشدورف آندر کرمس (به آلمانی: Kirchdorf District) یک ناحیه در اتریش است که در اوبراسترایش واقع شده‌است. ناحیه کیرشدورف آندر کرمس ۵۵٬۱۶۷ نفر جمعیت دارد.